# Krzysztof Antoni Chrapowicki
Krzysztof Antoni Chrapowicki herbu Gozdawa – kasztelan smoleński w latach 1695-1703, wojski smoleński od 1684 roku.
Był elektorem Augusta II Mocnego z powiatu starodubowskiego w 1697 roku.